# Armadillo (Zerocalcare)
L'Armadillo, spesso interpellato come Amico Armadillo, è un personaggio immaginario creato dal fumettista Zerocalcare. Il personaggio è, insieme allo stesso Zerocalcare, il protagonista della quasi totalità delle strisce e dei libri a fumetti di questo autore; appare per la prima volta sul blog dell'autore il 21 novembre 2011, ma precedentemente era apparso nelle strisce di varie riviste, fra cui il primo numero di Canemucco del maggio 2010.

## Caratteristiche del personaggio
L'Armadillo rappresenta la coscienza di Zerocalcare. Il personaggio è una sorta di demone socratico o Grillo Parlante, una creatura che può interagire solo con il suo autore: il ruolo dell'Armadillo dovrebbe essere quello di consigliare e guidare Zerocalcare, invece rappresenta spesso il carattere pigro o sbrigativo del fumettista.
Fisicamente è un armadillo parlante antropomorfo di altezza umana, che cresce insieme a Zerocalcare: da piccolo era grande come un bambino, quando invece Zerocalcare è un adolescente con la cresta nei capelli anche l'Armadillo ha lo stesso look.
Nel libro Dimentica il mio nome si scopre che il personaggio è una sorta di rielaborazione che Zerocalcare, da bambino, ha fatto di un pallone Super Santos.
Come Zerocalcare, l'Armadillo parla con spiccato accento romano.
Una versione cupa e apocalittica dell'Armadillo appare nel libro La profezia dell'armadillo: esso rappresenta l'inesorabile scorrere del tempo e le occasioni sprecate.

## Altri media
- Armadillo è apparso nel film live action La profezia dell'armadillo, basato sull'omonimo libro, in cui è interpretato da Valerio Aprea.[3]
- È apparso nelle serie animate Strappare lungo i bordi e Questo mondo non mi renderà cattivo in cui è doppiato con la voce di Valerio Mastandrea. Nella scena finale del film Tutti giù per terra (1997) lo stesso Mastrandrea incontra un armadillo in un supermercato.[4]